# Vladislavas
Vladislavas ist ein litauischer männlicher Vorname, abgeleitet von Władysław.

## Namensträger
- Vladislavas Domarkas (1939–2016), litauischer Radio-Ingenieur, Rektor und Politiker
- Vladislav Kondratovič (* 1972), Politiker polnischer Herkunft, Innenminister
- Vladislavas Sirokomlė (1823–1862),  litauisch-polnischer Dichter und  anti-russischer Demonstrant
- Vladislavas Švedas (* 1944), litauischer Politiker